# Messier 91
Messier 91 (M91 o NGC 4548) és una galàxia espiral barrada de tipus SBb situada en la constel·lació de la Cabellera de Berenice. Va ser descoberta per Charles Messier el 1791, però en va donar una localització errònia i va ser, doncs, redescoberta independentment per William Herschel el 8 d'abril de 1784.
M91 és l'objecte més tènue del catàleg Messier i un dels objectes d'aquest catàleg de més difícil observació per a un astrònom aficionat. Durant molt de temps, M91 va ser considerat un objecte Messier desaparegut, ja que Charles Messier havia determinat la seva posició des de M89, encara que ell va pensar que ho havia fet des de M58 i, per tant, no era localitzable. No va ser fins al 1969 que un astrònom aficionat de Texas va imaginar la seva veritable localització. Això va permetre descobrir la coincidència entre M91 i NGC 4548. Prèviament, s'havia arribat a pensar que M91 podia ser un cometa catalogat erròniament o una entrada duplicada de la galàxia M58.
M91 és un membre del cúmul de galàxies de la Verge, i com altres membres d'aquest cúmul de galàxies, està situat al sud de la constel·lació de la Cabellera de Berenice. La seva pertinença al cúmul de la Verge va ser confirmada el 1997 per la mesura de la seva distància, 52 ± 6 milions d'anys llum, obtinguda a partir de les seves estrelles variables cefeides i gràcies a les observacions del telescopi Espacial Hubble.
M91 s'allunya del sistema solar a una velocitat de 400 km/s, com el cúmul de la Verge s'allunya a una velocitat de 1.100 km/s de nosaltres; això significa que M91 es desplaça a l'interior del cúmul a 700 km/s en la direcció del sistema solar.